# Uwe Mönkemeyer
Uwe Mönkemeyer (* 22. September 1959 in Holzminden) ist ein ehemaliger deutscher Mittel- und Langstreckenläufer.

## Internationale Erfolge
Über 3000 Meter wurde Uwe Mönkemeyer bei den Halleneuropameisterschaften 1983 in Budapest Dritter (gewann die Bronzemedaille) und 1984 in Göteborg Vierter.
Über 5000 Meter erreichte er bei den Olympischen Spielen 1984 in Los Angeles das Halbfinale.
Im Jahr 1986 wurde Uwe Mönkemeyer bei den Halleneuropameisterschaften in Madrid Vierter über 1500 Meter und bei den Europameisterschaften in Stuttgart Elfter über 5000 Meter. Außerdem siegte er 1986 beim Paderborner Osterlauf über 10 km.
Bei den Hallenweltmeisterschaften 1987 in Indianapolis wurde er Zehnter über 3000 Meter.

## Deutscher Meister
Zweimal wurde Uwe Mönkemeyer Deutscher Meister über 1500 Meter – 1986, 1987 – und viermal im Crosslauf auf der Mittelstrecke – 1982–1984, 1988. In der Halle holte er 1983 den nationalen Titel über 3000 Meter und 1986 über 1500 Meter.
Er startete für den TV Wattenscheid.

## Persönliche Bestzeiten
- 800 m: 1:48,28 min, 12. Juni 1983, Ahlen
- 1000 m: 2:18,76 min, 13. Juni 1986, Lage
- 1500 m: 3:35,26 min, 17. August 1986, Köln
  - Halle: 3:46,47 min, 23. Februar 1986, Madrid
- 1 Meile: 3:56,84 min, 17. August 1984, Berlin
- 2000 m: 5:02,37 min, 20. Juli 1984, München
- 3000 m: 7:49,86 min, 16. Juni 1984, Hannover
  - Halle: 7:55,39 min, 6. März 1987, Indianapolis
- 5000 m: 13:21,14 min, 6. August 1986, Koblenz